# GO-070

GO-070 é uma rodovia estadual pertencente ao estado de Goiás que liga a capital Goiânia ao noroeste do estado onde se localiza o Rio Araguaia, num trecho de mais de duzentos quilômetros, sendo uma das mais importantes rodovias de seu estado. Corta cidades como Goianira, Inhumas, Itauçu, Itaberaí, Cidade de Goiás, Itapirapuã, Jussara, Aparecida do Rio Claro e termina na cidade de Aragarças, no Rio Araguaia. É uma importante rota de turismo , pois em seu caminho se encontra pontos de atração turística como Cidade de Goiás e o Rio Araguaia.

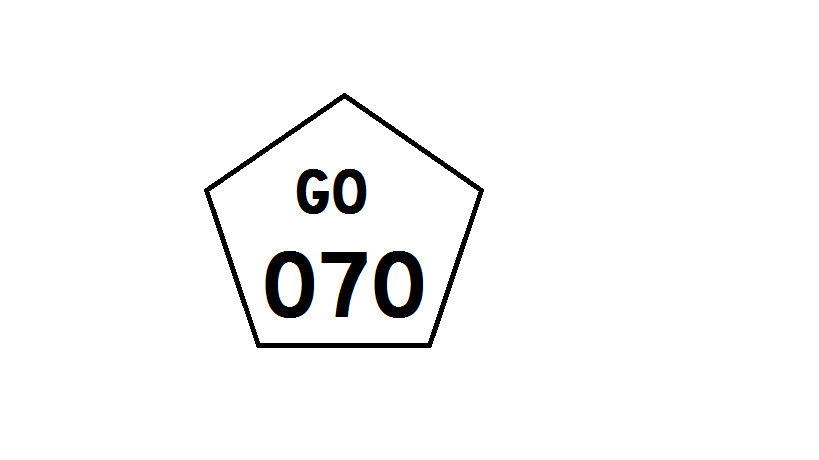
GO-070 TOTEM